# Resolució 13 del Consell de Seguretat de les Nacions Unides
La Resolució 13 del Consell de Seguretat de les Nacions Unides, aprovada per unanimitat el 12 de desembre de 1946, després d'haver examinat la petició de la Siam (posteriorment denominada Tailàndia) per poder ser membre de les Nacions Unides. En aquesta resolució, el Consell va recomanar a l'Assemblea General l'acceptació de Siam com a membre.